# Peter Lieberson
Peter Lieberson (* 25. Oktober 1946 in New York City; † 23. April 2011 in Tel Aviv) war ein US-amerikanischer Komponist. 2006 wurde er in die American Academy of Arts and Letters gewählt. 1992 erhielt er von dieser Akademie den Arts and Letters Award in Music.

## Ausgewählte Werke

### Orchesterwerke
- 1986 Drala
- 1988 The Gesar Legend
- 1991 World’s Turning
- 1995 The Five Great Elements
- 1995 Processional
- 2002 Ah

### Soloinstrument und Orchester
- 1972 Concerto for Four Groups of Instruments
- 1974 Concerto for Violoncello with Accompanying Trios
- 1980 Concerto for Piano
- 1992 Viola Concerto
- 1994 Rhapsody for Viola and Orchestra
- 1998 Horn Concerto
- 1999 Red Garuda for piano
- 2000 The Six Realms for cello
- 2003 Piano Concerto No. 3
- 2005 Neruda Songs for mezzo-soprano

### Kammermusik
- 1975 Accordance for 8 Instruments
- 1978 Tashi Quartet
- 1981 Three Songs with soprano
- 1984 Lalita, Chamber Variations
- 1985 Feast Day
- 1987 Ziji
- 1988 Raising the Gaze
- 1990 Elegy
- 1990 Wind Messengers
- 1991 King Gesar with narrator
- 1991 A Little Fanfare
- 1993 A Little Fanfare (II)
- 1993 Variations
- 1994 Rumble
- 1994 String Quartet
- 1996 Three Variations for Violoncello and Piano
- 1998 Free and Easy Wanderer
- 2001 Piano Quintet